# Flaach
Flaach är en ort och kommun i distriktet Andelfingen i kantonen Zürich, Schweiz. Kommunen har 1 488 invånare (2023).
Kommunen gränsar mot floden Rhen, men orten Flaach ligger knappt 2 km från Rhen.